# Octanol
Octanol é um álcool primário saturado composto por uma cadeia linear de oito átomos de carbono, com a fórmula molecular C₈H₁₈O. O isômero mais comum é o 1-octanol, também conhecido como n-octanol ou álcool octílico.

## Propriedades Físico-Químicas
- Fórmula molecular: C₈H₁₈O
- Massa molar: 130,23 g/mol
- Densidade: 0,824 g/cm³ (a 20°C)
- Ponto de fusão: -16°C
- Ponto de ebulição: 195–198°C
- Solubilidade em água: Baixa, devido à longa cadeia hidrocarbônica que reduz a polaridade da molécula.[2]

## Aplicações
O octanol possui uma ampla gama de aplicações, incluindo:
- Produção de ésteres: Utilizados como agentes aromatizantes e ingredientes em perfumes.
- Solvente: Empregado em laboratórios e indústrias químicas.
- Teste de lipossolubilidade: O coeficiente de partição octanol/água (Log P) é amplamente utilizado para prever a hidrofobicidade de compostos químicos, especialmente em estudos farmacológicos.[3]

## Isômeros
Além do 1-octanol, existem outros isômeros de octanol, como o 2-octanol, que diferem pela posição do grupo hidroxila (-OH) na cadeia carbônica. Esses isômeros apresentam propriedades físicas e químicas distintas e são aplicados de maneira específica em processos industriais.

## Segurança e Manuseio
O octanol é uma substância inflamável e deve ser manuseado com cuidado para evitar riscos de incêndio. É importante seguir as diretrizes de segurança, como o uso de equipamentos de proteção individual (EPI) adequados, para evitar exposição direta.